# Корлюкове
Корлю́кове — село в Україні, в Опішнянській селищній громаді Полтавського району Полтавської області. Населення становить 27 осіб.

## Географія
Село Корлюкове знаходиться за 2 км від села Батьки. Поруч проходить автомобільна дорога Т 1706.